# Katori Shinto-ryu
Tenshin Shōden Katori Shintō Ryū (天真正伝香取神道流) és una de les koryu més antigues del Japó. La Tenshin Shōden Katori Shintō Ryū va ser fundada per en Iizasa Ienao.
L'actual (2005) Soke és en Iizasa Yasusada (飯篠修理亮快貞 Iizasa Shuri-no-suke Yasusada). El representant, i únic instructor en cap (Menkyo Kaiden és en Otake Risuke (Narita, Prefectura de Chiba).
L'Escola inclou en el seu currículum marcial diferents tècniques: Iai-jutsu, Kenjutsu, Bojutsu, Naginata-jutsu, Sojutsu, Ju-jutsu, Shuriken-jutsu, Ninjutsu, Senjutsu i Chikujo-jutsu entre d'altres.
Avui dia, l'Escola manté el tradicional protocol d'admissió, en el quin un candidat a estudiar en la mateixa ha de portar a terme el Keppan (jurament d'ingrés), signant amb la seua pròpia sang un document en el qual accepta les normes establides pel fundador de l'Escola, el Mestre Iizasa Choisai Ienao, fa més de 600 anys.